# Koszalin
Koszalin (alemán Köslin) es una ciudad en Polonia, en la voivodia de Pomerania Occidental, capital de distrito Koszalin, cerca de Mar Báltico y río Dzierżęcinka. Tiene más de 107 000 habitantes. Hasta 1945 la ciudad fue alemana, y antes prusiana.

## Evolución de la población
1905: 21.474 habitantes 
1939: 33.500 habitantes
1945: 17.000 habitantes (los alemanes son expulsados o asesinados)
1950: 18.900 habitantes
1960: 44.400 habitantes
1970: 65.200 habitantes
1975: 77.600 habitantes
1980: 93.500 habitantes
1990: 108.700 habitantes
1999: 112.375 habitantes
2002: 108.480 habitantes
2003: 107.877 habitantes
2006: 106.125 habitantes

## Clima
| Parámetros climáticos promedio de Koszalin (1991-2020) | Parámetros climáticos promedio de Koszalin (1991-2020) | Parámetros climáticos promedio de Koszalin (1991-2020) | Parámetros climáticos promedio de Koszalin (1991-2020) | Parámetros climáticos promedio de Koszalin (1991-2020) | Parámetros climáticos promedio de Koszalin (1991-2020) | Parámetros climáticos promedio de Koszalin (1991-2020) | Parámetros climáticos promedio de Koszalin (1991-2020) | Parámetros climáticos promedio de Koszalin (1991-2020) | Parámetros climáticos promedio de Koszalin (1991-2020) | Parámetros climáticos promedio de Koszalin (1991-2020) | Parámetros climáticos promedio de Koszalin (1991-2020) | Parámetros climáticos promedio de Koszalin (1991-2020) | Parámetros climáticos promedio de Koszalin (1991-2020) |
| Mes                                                    | Ene.                                                   | Feb.                                                   | Mar.                                                   | Abr.                                                   | May.                                                   | Jun.                                                   | Jul.                                                   | Ago.                                                   | Sep.                                                   | Oct.                                                   | Nov.                                                   | Dic.                                                   | Anual                                                  |
| ------------------------------------------------------ | ------------------------------------------------------ | ------------------------------------------------------ | ------------------------------------------------------ | ------------------------------------------------------ | ------------------------------------------------------ | ------------------------------------------------------ | ------------------------------------------------------ | ------------------------------------------------------ | ------------------------------------------------------ | ------------------------------------------------------ | ------------------------------------------------------ | ------------------------------------------------------ | ------------------------------------------------------ |
| Temp. máx. abs. (°C)                                   | 13.2                                                   | 17.7                                                   | 23.3                                                   | 28.2                                                   | 31.2                                                   | 35.6                                                   | 36.4                                                   | 37.1                                                   | 33.9                                                   | 27.3                                                   | 18.8                                                   | 13.6                                                   | 37.1                                                   |
| Temp. máx. media (°C)                                  | 2.5                                                    | 3.5                                                    | 7.0                                                    | 12.8                                                   | 17.1                                                   | 20.1                                                   | 22.4                                                   | 22.5                                                   | 18.2                                                   | 12.7                                                   | 7.1                                                    | 3.5                                                    | 12.5                                                   |
| Temp. media (°C)                                       | 0.3                                                    | 0.9                                                    | 3.3                                                    | 8.0                                                    | 12.3                                                   | 15.6                                                   | 17.9                                                   | 17.9                                                   | 14.0                                                   | 9.3                                                    | 4.8                                                    | 1.6                                                    | 8.8                                                    |
| Temp. mín. media (°C)                                  | -1.9                                                   | -1.6                                                   | 0.2                                                    | 3.8                                                    | 7.8                                                    | 11.3                                                   | 13.6                                                   | 13.8                                                   | 10.4                                                   | 6.4                                                    | 2.6                                                    | -0.6                                                   | 5.5                                                    |
| Temp. mín. abs. (°C)                                   | -26.7                                                  | -26.7                                                  | -18.7                                                  | -10.1                                                  | -3.9                                                   | -0.6                                                   | 2.6                                                    | 2.3                                                    | -0.2                                                   | -6.1                                                   | -14.0                                                  | -19.7                                                  | -26.7                                                  |
| Precipitación total (mm)                               | 52.4                                                   | 40.1                                                   | 46.0                                                   | 33.8                                                   | 54.3                                                   | 76.4                                                   | 90.2                                                   | 88.8                                                   | 74.7                                                   | 66.0                                                   | 56.1                                                   | 59.2                                                   | 738                                                    |
| Nevadas (cm)                                           | 78.6                                                   | 95.7                                                   | 39.3                                                   | 0.8                                                    | 0                                                      | 0                                                      | 0                                                      | 0                                                      | 0                                                      | 1.0                                                    | 10.1                                                   | 57.2                                                   | 282.7                                                  |
| Días de lluvias (≥ 1 mm)                               | 10.4                                                   | 8.9                                                    | 9.0                                                    | 6.7                                                    | 9.4                                                    | 10.0                                                   | 10.5                                                   | 10.8                                                   | 9.8                                                    | 10.9                                                   | 10.7                                                   | 12.1                                                   | 119.2                                                  |
| Días de nevadas (≥ 1 mm)                               | 11.1                                                   | 10.8                                                   | 5.3                                                    | 0.3                                                    | 0                                                      | 0                                                      | 0                                                      | 0                                                      | 0                                                      | 0.2                                                    | 2.0                                                    | 7.2                                                    | 36.9                                                   |
| Horas de sol                                           | 44.7                                                   | 67.8                                                   | 132.2                                                  | 203.4                                                  | 262.7                                                  | 256.8                                                  | 259.2                                                  | 233.2                                                  | 166.5                                                  | 111.1                                                  | 50.6                                                   | 32.7                                                   | 1820.9                                                 |
| Humedad relativa (%)                                   | 85.7                                                   | 83.4                                                   | 78.9                                                   | 72.8                                                   | 74.2                                                   | 76.3                                                   | 77.4                                                   | 77.1                                                   | 80.4                                                   | 83.7                                                   | 87.5                                                   | 87.9                                                   | 80.4                                                   |
| Fuente: meteomodel.pl                                  |                                                        |                                                        |                                                        |                                                        |                                                        |                                                        |                                                        |                                                        |                                                        |                                                        |                                                        |                                                        |                                                        |